# Gründchen
Das Gründchen ist eine Wiesen- und Waldlandschaft im hessischen Vogelsbergkreis, durchflossen von Jossa, ihrem größten Zufluss Schwarza und weiteren den beiden zufließenden Bächen.

## Namensherkunft
Die Bezeichnung Gründchen entwickelte sich aus der früheren Bezeichnung Grebenauer Grund. Sie bezieht sich auf die Kleinteiligkeit der Landschaft und wurde mindestens seit dem 19. Jahrhundert in der Geschichtsschreibung und verschiedentlich im behördlichen Schriftverkehr verwendet.

## Geographie

### Lage
Das Gründchen liegt im Osten des früheren Landkreises Alsfeld. Seit 1972, als mit der hessischen Gebietsreform die Kreise Alsfeld und Lauterbach im Vogelsbergkreis vereinigt wurden, lässt sich der Begriff Gründchen als Synonym für die gleichzeitig durch Eingemeindungen erweiterte Stadt Grebenau mit ihren Stadtteilen Bieben, Eulersdorf, Grebenau, Reimenrod, Schwarz, Udenhausen und Wallersdorf räumlich exakt zuordnen. 
Die beiden Hauptgewässer des Gründchens sind die 22,9 km lange Jossa und deren längster Zufluss, die 8,8 km lange Schwarza.
Im Westen bildet der Höhenzug und die Wasserscheide Schwalm-Jossa mit dem Auerberg (500,5 m ü. NHN) und dem Rotzenberg (ca. 458 m) den oberen Talschluss. Nordwestlich bis nordöstlich grenzen die Ausläufer des Knüllgebirges (Knülls) mit dem Hirschberg (506 m), der früher Herzisberg und synonym zur dort befindlichen Burg Herzberg gegenwärtig auch Herzberg genannt wird, das Gebiet ab. Im Südosten stellt ein bewaldeter Höhenzug mit dem Kahr (420,2 m) bei Udenhausen in Richtung Nordosten bis zur Wartekuppe (382,9 m) bei Wallersdorf eine natürliche Barriere dar. Die auslaufenden Höhen des Hirschbergs lassen zusammen mit dem Bergrücken der Wartekuppe dem im Osten ablaufenden Wasser der Jossa am unteren Talausgang nur einen schmalen Durchlass. Im Südwesten, wo die Jossa in das Gründchen eintritt, geht die Tallandschaft, durch einen schmalen Waldgürtel getrennt, sanft in die Hochtäler um Willofs und Wernges über.

### Naturräumliche Zuordnung und Gliederung
Das Gründchen gehört in der naturräumlich Haupteinheitengruppe Osthessisches Bergland (Nr. 35) zur Haupteinheit Fulda-Haune-Tafelland (355) und gliedert sich in die Naturräume Ottrauer Bergland (355.0) im Norden und Schlitzer Land (355.1) im Süden auf. Die Grenze beider Naturräume verläuft in Südwest-Nordost-Richtung über Erhebungen südöstlich entlang der Schwarza und, ab deren Mündung, auch südöstlich entlang der Jossa.

## Geologie
Im Gründchen ist überwiegend Buntsandstein mit inselartig eingeflochtenen Basaltkuppen zu finden.

## Klima
Anders als im Süden, Westen und Norden, wo bewaldete Höhenzüge das Gründchen etwas abschirmen, ist das Jossatal zum Osten hin weit offen. Vom Fuldatal her kann die von Osten einströmende Kontinentalkälte im Winter und Frühjahr für unangenehme Temperaturen sorgen. Erfahrungsgemäß beginnt dadurch der Frühling im Gründchen acht bis zehn Tage später als im Oberland, also hinter den Höhen des Auerbergs und des Kohlhauptes. Bereits im nur 20 km westlich liegenden Alsfelder Becken spricht man daher scherzhaft von „Hessisch Sibirien“, wenn über das Klima im Gründchen geredet wird, obgleich dieser Begriff unter anderem auch für nordhessische Regionen verwendet wird. Umgekehrt halten die Berge im Westen des Gründchens so manches Unwetter ab. Oft sind die Gründchenbewohner nur Zuschauer, wenn heftigste Sommergewitter mit Hagel und starken Niederschlägen südlich bei Lauterbach oder nördlich bei Lingelbach am Gründchen vorbeiziehen.
Die durchschnittliche Niederschlagsmenge beträgt 600 bis 700 l/m² pro Jahr, die mittlere Jahrestemperatur 6 bis 8 °C.

## Land- und Forstwirtschaft
Anstelle der ausgedehnten Buchenwälder, die noch im Mittelalter das Gründchen prägten, sind in den vergangenen fast 400 Jahren Kiefern und Fichten die vorherrschenden Baumarten in der noch immer bewaldeten Region geworden. Ab 1625 trugen Generationen von Forstleuten dazu bei, dass die „Grebenauer Kiefer“ wegen ihrer hohen Wertholzqualität landesweit bekannt ist. 1876, kaum 250 Jahre nach Beginn der Umstellungen, waren im Gründchen nur noch auf 15 % der Waldfläche Laubbäume anzutreffen; die Hochwaldwirtschaft hatte die Niederwaldwirtschaft, bei der überwiegend schnell wachsende Birken alle 18 bis 20 Jahre eingeschlagen wurden, abgelöst.
Die ackerbauliche Nutzung beschränkt sich im Wesentlichen auf die tiefgründigeren und nährstoffreicheren Böden der Talhänge. Die Auen und flacheren Talgründe werden zumeist als Grünland genutzt.

## Wirtschaft und Verkehr
Verkehrstechnisch lagen Grebenau und das Gründchen im Mittelalter günstig an der Ost-West-Verbindung vom Rhein-Main-Gebiet nach Thüringen, der sogenannten Kurzen Hessen. In den Gemarkungen Grebenau und Schwarz heißt ein Streckenabschnitt noch heute Frankfurter Straße. Von Nordosten nach Südwesten schnitt der Knotenweg diese Trasse von Alsfeld kommend in Richtung Lauterbach und von Süden führte der Ottrauer Weg von Fulda kommend an Grebenau vorbei. Auf den alten Handelsstraßen waren Kaufleute, Handwerker und auch Militär unterwegs. Der Transport von Waren zu den Messen in Frankfurt und Leipzig sorgte über Zolleinnahmen und bezahlte Hilfsdienste für regelmäßige Einnahmen und ein bescheidenes Auskommen. Die Fuldaer Fürstäbte nutzten ihr eine Tagesreise von Fulda entfernt bei Wallersdorf liegendes Gut gelegentlich zur Rast, wenn sie ins Westfälische z. B. nach Paderborn, Hameln oder zum Kloster Corvey reisten.
Erst 1915/1916 wurde das Gründchen mit dem Bau der 23,4 km langen Bahnverbindung (Gründchenbahn) zwischen Alsfeld und Niederjossa an das Schienennetz angebunden. Viele Tausend Kubikmeter (m³) Holz und landwirtschaftliche Rohprodukte verließen auf dieser Strecke das Gründchen. In der Gegenrichtung fanden z. B. Düngemittel kostengünstig den Weg ins Tal. Das Raiffeisen-Lager in der Bahnhofstraße von Grebenau war wichtige Drehscheibe für den Ex- und Import von Waren im Gründchen. Über viele Jahrzehnte war die Eisenbahn auch wichtiges Transportmittel für Schüler und Pendler. 
Die Bahnstrecke Alsfeld–Bad Hersfeld verlor durch die deutsche Teilung stark an Bedeutung. Zurückgehender Transportbedarf im Güterbereich und anstehende Sanierungsinvestitionen in die zwei großen Brückenbauwerke bei Eifa brachten wenige Monate vor ihrem 60-jährigen bestehen am 26. Mai 1974 das Aus für den Personenverkehr auf dieser Strecke. Von Alsfeld beginnend wurden in den folgenden 20 Jahren weitere Teilstrecken schrittweise auch für den Güterverkehr geschlossen. Heute ist auf der gesamten Strecke kein Schienenverkehr mehr möglich. Der öffentliche Personennahverkehr wird von Omnibussen im Linienverkehr nach Alsfeld, Lauterbach und Bad Hersfeld bedient.